# Санта-Крус (округ, Каліфорнія)
Шаблон:StateAbbr_ 37°02′ пн. ш. 122°01′ зх. д. / 37.03° пн. ш. 122.01° зх. д.
Округ Санта-Крус (англ. Santa Cruz County) — округ (графство) у штаті Каліфорнія, США. Ідентифікатор округу 06087.

## Історія
Округ утворений 1850 року.

## Демографія
За даними перепису 2000 року
загальне населення округу становило 255602 осіб, зокрема міського населення було 217560, а сільського — 38042.
Серед мешканців округу чоловіків було 127579, а жінок — 128023. В оКрусі було 91139 домогосподарств, 57132 родин, які мешкали в 98873 будинках.
Середній розмір родини становив 3,25.
Віковий розподіл населення поданий у таблиці:
| Стать    | До 15 років | 15-21 | 22-29 | 30-39 | 40-49 | 50-65 | 65-85 | Понад 85 |
| -------- | ----------- | ----- | ----- | ----- | ----- | ----- | ----- | -------- |
| Чоловіки | 25833       | 14749 | 15335 | 20330 | 21752 | 19325 | 9094  | 1161     |
| Жінки    | 24418       | 14610 | 13853 | 19253 | 21737 | 18920 | 12548 | 2684     |

## Виноски
1. ↑  [[Жайворонок Віталій Вікторович|Жайворонок В. В.]] Велика чи мала літера? Словник-довідник. – К.: Наук. думка, 2004. Архів оригіналу за 20 квітня 2018. Процитовано 17 квітня 2018.
2. ↑  Словники України on-line. Архів оригіналу за 25 червня 2013. Процитовано 17 квітня 2018. [Архівовано 2013-07-13 у Wayback Machine.]
3. ↑  U.S. Decennial Census. United States Census Bureau. Архів оригіналу за 26 квітня 2015. Процитовано 4 жовтня 2015.
4. ↑  Historical Census Browser. University of Virginia Library. Архів оригіналу за 11 серпня 2012. Процитовано 4 жовтня 2015.
5. ↑  Forstall, Richard L., ред. (27 березня 1995). Population of Counties by Decennial Census: 1900 to 1990. United States Census Bureau. Архів оригіналу за 24 вересня 2015. Процитовано 4 жовтня 2015.
6. ↑  Census 2000 PHC-T-4. Ranking Tables for Counties: 1990 and 2000 (PDF). United States Census Bureau. 2 квітня 2001. Архів оригіналу (PDF) за 18 грудня 2014. Процитовано 4 жовтня 2015.
7. ↑  State & County QuickFacts. United States Census Bureau. Архів оригіналу за 18 липня 2011. Процитовано 6 квітня 2016. [Архівовано 2011-07-12 у Wayback Machine.](англ.) Наведено за англійською вікіпедією.
8. ↑  American FactFinder. Бюро перепису населення США. Архів оригіналу за 26 лютого 2012. Процитовано 31 січня 2008. [Архівовано 2008-05-21 у Wayback Machine.]

| США | Це незавершена стаття з географії США. Ви можете допомогти проєкту, виправивши або дописавши її. |